# Stereophyllum decolorans
Stereophyllum decolorans là một loài Rêu trong họ Stereophyllaceae. Loài này được (Welw. & Duby) Broth. ex Paris miêu tả khoa học đầu tiên năm 1909.